# I. e. 162
Évszázadok: i. e. 3. század – i. e. 2. század – i. e. 1. század
Évtizedek: i. e. 210-es évek – i. e. 200-as évek – i. e. 190-es évek – i. e. 180-as évek – i. e. 170-es évek – i. e. 160-as évek – i. e. 150-es évek – i. e. 140-es évek – i. e. 130-as évek – i. e. 120-as évek – i. e. 110-es évek
Évek: i. e. 167 – i. e. 166 – i. e. 165 – i. e. 164 –  i. e. 163 – i. e. 162 – i. e. 161 – i. e. 160 – i. e. 159 – i. e. 158 – i. e. 157

## Események

### Hellenisztikus birodalmak
- A makkabeus felkelők ostrom alá veszik Jeruzsálemben a szeleukida erők által tartott fellegvárat, az Akrát. A szeleukida régens, Lüsziasz Jeruzsálemhez vonul és a Beth-zechariah-i csatában legyőzi a felkelőket, majd megostromolja a várost. Eközben hírét veszi, hogy a hadsereg volt fővezére, Philipposz fellázadt és elfoglalta Antiokheiát, ezért sietve északra vonul és teljes vallásszabadságot ígérve békét ajánl a makkabeusoknak.
- A szíriai Laodikeában meggyilkolják Cnaeus Octavius római követet, aki az apamai béke által előírt flotta- és hadseregleszerelést akarta kikényszeríteni.
- A volt szeleukida király, IV. Szeleukosz Rómában túszként élő fia, Démétriosz megszökik a városból és Szíriába megy, ahol bejelenti igényét a trónra. Támogatóinak segítségével elfogatja és megöleti a kiskorú V. Antiokhoszt és Lüsziasz régenst.

### Róma
- Publius Cornelius Scipio Nasicát és Caius Martius Figulust választják consulnak, de a procedúra során elkövetett hiba miatt mindketten lemondanak és Publius Cornelius Lentulust és Cnaeus Domitius Ahenobarbust választják a helyükre.

## Halálozások
- V. Antiokhosz Eupatór, szeleukida király
- Lüsziasz, szeleukida főminiszter, régens

## Fordítás
- Ez a szócikk részben vagy egészben  a(z)   162 BC című angol Wikipédia-szócikk ezen változatának fordításán alapul.  Az eredeti cikk szerkesztőit annak laptörténete sorolja fel. Ez a jelzés csupán a megfogalmazás eredetét és a szerzői jogokat jelzi, nem szolgál a cikkben szereplő információk forrásmegjelöléseként.